# Цагаанделгер
Цагаанделгер (монг. Цагаандэлгэр) — сомон у Середньо-Гобійському аймаці Монголії. Територія 3,7 тис. км², населення 1,9 тис. чол. Центр — селище Хараат, розташований на відстані 147 км від міста Мандалговь та у 210 км від Улан-Батора.

## Рельєф
Більшу частину території займають долини. Степова місцевість. Гори Хараат, Замин Улаан, Жаргалант. Мало річок, є озера.

## Клімат
Різкоконтинентальний клімат. Середня температура січня −20 градусів, липня +19+20 градусів, щорічна норма опадів 200 мм.

## Економіка
Будівельна сировина, залізна та мідна руда, біотит, плавиковий шпат

## Тваринний світ
Водяться аргалі, лисиці, вовки, дикі кішки-манули, зайці, козулі, дикі кози, тарбагани.

## Соціальна сфера
Школа, лікарня, сфера обслуговування.